# 100% 울프: 푸들이 될 순 없어
《100% 울프: 푸들이 될 순 없어》(100% Wolf)는 오스트레일리아에서 제작된 알렉스 슈타더만 감독의 2020년 CG 모험 판타지 애니메이션 영화로서, 제작은 Alexia Gates-Foale와 Barbara Stephen이 맡았다. 제인 라이온스(Jayne Lyons)의 동명의 2009년 소설을 각색한 작품이다.

## 제작진
- 배역: 커스티 맥그리거
- 배역: 토드 레스닉